# 칠무늬토기
칠무늬토기는 토기의 겉면에 물감 등으로 무늬를 그린 토기로 채문토기(彩文土器) 혹은 채색토기(彩色土器)라고도 한다. 토기 겉면에 붉은색, 파란색, 흰색, 노란색 물감으로 기하학적인 무늬가 그려져 있다.  질이 좋고 얇으며, 검은색이나 적색으로 채색된 기하학 무늬, 상징 무늬(象徵紋), 소용돌이 모양의 무늬, 동물 무늬 선 등이 나타나, 바탕색은 산화염(酸化炎)으로 구웠기 때문에 홍색이다. 일반적으로 질좋은 점토를 사용하여 만들고, 녹로는 쓰지 않았으며 표면을 매끄럽게 갈았다. 채색된 그림은 당시 사람들의 심상(心象)을 반영하는 정신적 소산이다.

## 개요
칠무늬토기는 메소포타미아의 텔 할라프 유적에서도 그 존재가 확인되고 있다. 중국의 양사오 문화(기원 전 4800년? ~ 기원 전 2500년?)에서는 중국의 칠무늬토기인 채도가 큰 특징으로 나타나며, 이 때문에 양사오 문화를 채도문화라고도 한다. 양사오 문화 초기의 반포(半坡) 유적은 특정한 동물무늬와 삼각형 무늬·그물 무늬 따위의 기하학 무늬가 특징이다.이후 먀오디거우(廟底溝) 유적은 동물 무늬에 새와 개구리가 있고, 기하학 무늬에 곡선의 느낌을 나타내는 선 등이 나타나 지역에 따라 약간의 그림의 변화를 보여준다. 중국의 채도는 간쑤(甘肅)·칭하이(靑海)·산시(山西)·허난(河南) 등지에서 출토되어 양사오 문화의 한 요소가 되었다. 채도는 서방 문화의 영향에 의해서 제작되었다고 하는 설이 일반적인데 독자적으로 중국에서 발생했다는 설도 있다.
랴오둥반도 남부의 신석기시대 유적인 쌍타자 유적 1기층에서도 발견됐으며, 후기 신석기시대 유적인 평안북도 용천군 신암리 3지점 1문화층에서 평저토기에 기하무늬를 그린 것이 나오고 있는데, 이를 통해 중국의 양사오 문화에서 생겨난 칠무늬토기가 랴오둥반도를 거쳐서 한반도로 전해진 문화요소로 추정된다. 하지만 최근의 발굴에 의하면 홍산 문화에서 양사오 문화보다 앞선 시기의 칠무늬토기가 발견되었다고 한다.
칠무늬토기는 청동기시대에 들어와서도 일부지역에서 만들어 썼다. 나진 초도 유적, 웅기 패총 유적 등 동북지방과 연해주 지방에 걸쳐 붉은간토기나 갈색간토기에 기하학적인 무늬를 장식한 것이 발견되었다. 나진 초도 유적에서 나온 굽접시와 웅기 패총 유적의 무덤에서 나온 단지에는 검은색 물감으로 점과 곡선 무늬를 장식한 토기들이 있다. 북부지방뿐만 아니라 남해에서도 그 존재가 일부 확인되었다.

## 유적지

### 국외
- 텔 할라프 유적
- 쌍타자 유적

### 국내
- 용천 신암리 유적
- 나진 초도 유적
- 웅기 패총 유적